# Schererville
Schererville är en stad (town) i Lake County, i delstaten Indiana, USA. Enligt United States Census Bureau har staden en folkmängd på 29 215 invånare (2011) och en landarea på 38,1 km².